# Point Reyes Station
Point Reyes Station è una raccolta dei The Youngbloods, pubblicato dall'etichetta discografica britannica Edsel Records nel 1987.

## Tracce
Lato A
1. It's a Lovely Day – 2:35 (Jesse Colin Young) – Tratto dall'album: Rock Festival (1970)
2. She Caught the Katy and Left Me a Mule to Ride – 3:29 (Taj Mahal, Yank Rachell) – Tratto dall'album: High on a Ridgetop (1972)
3. Dreamboat – 3:14 (Jesse Colin Young) – Tratto dall'album: High on a Ridgetop (1972)
4. Running Bear – 3:52 (J.P. Richardson) – Tratto dall'album: High on a Ridgetop (1972)
5. Light Shine – 3:44 (Jesse Colin Young) – Tratto dall'album: Good and Dusty (1971)
6. That's How Strong My Love Is – 4:47 (Roosevelt Jamison) – Tratto dall'album: Good and Dusty (1971)
7. Will the Circle Be Unbroken – 3:20 (Tradizionale; arrangiamento Joe Bauer, Lowell Levinger, Michael Kane, Jesse Colin Young) – Tratto dall'album: Good and Dusty (1971)

Lato B
1. La Bamba – 3:52 (Tradizionale) – Tratto dall'album: High on a Ridgetop (1972)
2. Circus Face – 3:01 (Coral Miller) – Tratto dall'album: Good and Dusty (1971)
3. Fiddler a Dram (Live) – 5:12 (Tradizionale; arrangiamento di Lowell Levinger) – Tratto dall'album: Rock Festival (1970)
4. Faster All the Time (Live) – 3:55 (Lowell Levinger) – Tratto dall'album: Rock Festival (1970)
5. Get Together (Live) – 4:17 (Chester Powers (Dino Valenti)) – Tratto dall'album: Ride the Wind (1971)
6. Sugar Babe (Live) – 2:52 (Jesse Colin Young) – Tratto dall'album: Ride the Wind (1971)

## Formazione
It's a Lovely Day / Fiddler a Dram (Live) / Faster All the Time (Live)
- Jesse Colin Young - basso, chitarra, voce solista
- Banana (Lowell Levinger) - chitarra, tastiere
- Joe Bauer - batteria
- Registrazioni effettuate da Bob e Betty per Alembic

She Caught the Katy and Left Me a Mule to Ride / Dreamboat / Running Bear / La Bamba
- Jesse Colin Young - voce solista, chitarra
- Banana (Lowell Levinger) - chitarra, pianoforte, mandolino, voce
- Michael Kane - basso, voce
- Joe Bauer - batteria

+ (Musicista aggiunto)
- Richard Earthquake Anderson - armonica
- Stuart Kutchins - produttore

Light Shine / That's How Strong My Love Is / Will the Circle Be Unbroken / Circus Face
- Jesse Colin Young - voce solista, chitarre, sassofono tenore
- Banana (Lowell Levinger) - chitarre, voce, pianoforte, mandola, banjo
- Michael Kane - basso, corno francese, voce, cornetta
- Joe Bauer - batteria

+ (Musicista aggiunto)
- Earthquake Anderson - armonica
- Stephanie Kennedy - produttore

Get Together (Live) / Sugar Babe (Live)
- Jesse Colin Young - basso, voce solista
- Jesse Colin Young - kazoo (brano: Sugar Babe)
- Banana (Lowell Levinger) - chitarra, pianoforte
- Joe Bauer - batteria
- Charlie Daniels - produttore